# ساریتا (تگزاس)
ساریتا، تگزاس(به انگلیسی: Sarita, Texas) شهری در ایالت تگزاس از ایالات جنوبی ایالات متحده آمریکا است. در سرشماری سال ۲۰۰۰، جمعیت این شهر ۲۵۰ نفر اعلام شد.